# Какарікі

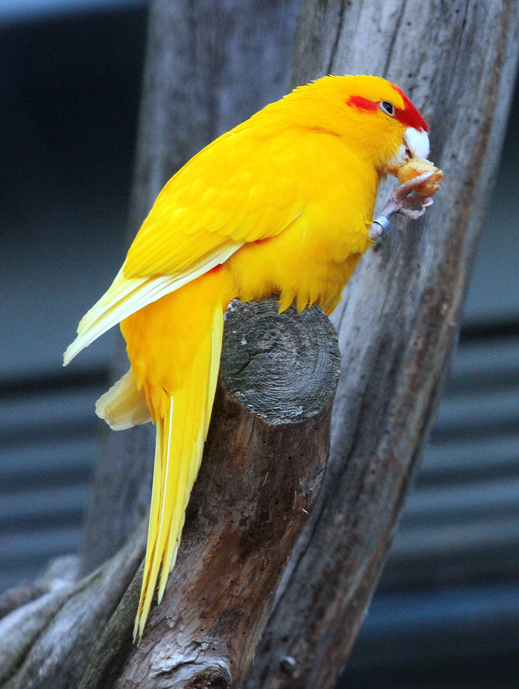
Cyanoramphus novaezelandiae

Какарікі (Cyanoramphus) — рід папугоподібних птахів родини Psittaculidae.

## Зовнішній вигляд
Ці папуги живуть на землі. Зелений колір пір'я добре маскує цих птахів у траві. Вони, розшукуючи корм, швидко стрибають по землі, розгрібаючи її, також, як це роблять домашні кури.

## Утримання
У порівнянні з хвилястими папугами, ці птахи дуже активні. Переміщаються дуже швидко і безшумно, можуть інколи стрибати на півметра, навіть не розкриваючи своїх крил, це помітити украй складно. Вони менш галасливі, звичайно кричать і співають як будь-які інші папуги, але роблять це тихіше, ніж скажімо, нерозлучники, або навіть корели.
C. auriceps живуть до 20 років. Щодо C. novaezelandiae є інформація що більше 6—8 років вони не живуть, інші заводчики стверджують що вони живуть до 10—15 років[джерело?].

## Живлення
У першу чергу ці птахи потребують соковитий корм, такий як овочі, фрукти, трава, ягоди. На день соковитих кормів потрібно більш ніж зерносуміші. Можна давати: абрикоси, пекінську капусту, листя салату, яблука, груші, ківі, моркву, селеру, огірок, цитрусові, виноград, персики. Необхідно вирощувати траву з вівса і просо, ці птахи її дуже люблять. Корм краще купувати для середніх папуг. Ці папуги люблять розкидати корм тому корма слід давати трохи більше, ніж необхідно по нормі. Вони люблять купатися, тому ставте купалку зі свіжою водою щодня.
Щоб правильно годувати цих папуг потрібно пропонувати різноманітну їжу. Необхідно давати більше фруктів і овочів, так само обов'язково в клітці має бути мінеральна підгодівля, пісок, крейда і сепія.

## Систематика
Рід нараховує 12 видів:
- Какарікі новокаледонський (Cyanoramphus saisetti)
- Какарікі чатамський (Cyanoramphus forbesi)
- Какарікі норфолцький (Cyanoramphus cooki)
- Какарікі антиподський (Cyanoramphus unicolor)
- Какарікі жовтолобий (Cyanoramphus auriceps)
- Какарікі малий (Cyanoramphus malherbi)
- Какарікі червонолобий (Cyanoramphus novaezelandiae)
- Какарікі золотавий (Cyanoramphus hochstetteri)
- Какарікі лорд-гаузький (Cyanoramphus subflavescens) †
- Какарікі маскаренський (Cyanoramphus erythrotis) †
- Какарікі чорнолобий (Cyanoramphus zealandicus) †
- Какарікі буроголовий (Cyanoramphus ulietanus) †